# لي بيكوك (لاعب كريكت)
لي بيكوك (18 يناير 1974 في المملكة المتحدة - )  (بالإنجليزية: Lee Peacock)‏ هو لاعب كريكت بريطاني. لعب مع Lincolnshire County Cricket Club ‏.